# نوکانتی
نوکانتی (آلمانی: Neukantianismus) یا نئوکانت‌گرایی یا نوکانتیسم (Neo-Kantianism) اشاره به گونه‌ای از احیاء فلسفه برپایهٔ خطوطی است که به‌دستِ امانوئل کانت در قرنِ هجدهم پایه‌گذاری شده بود و به‌دنبالِ شناختِ ارزش‌ها، نیکی و زیبایی است. جریان‌های نوکانتی یکی از نحله‌های موجود در فلسفهٔ قاره‌ای است.

## تاریخچه
در آغاز، اندیشمندانِ نوکانتی گروهِ یکپارچه‌ای را تشکیل نمی‌دادند، بلکه نمایندهٔ واکنش‌های متعدد و متفاوت نسبت به مواضعِ فلسفیِ غالب در آلمانِ میانهٔ قرن نوزدهم و به‌ویژه ایدئالیسم هگلی، طبیعت‌گرایی، یکتاگرایی و ماده گرایی بودند که بیشتر در آثارِ بوخنر، هایکل، فوگت و دیگران دیده می‌شد.
طی این دوران_ که مشخصهٔ آن هرج و مرجِ اعتقادات بود_ بازگشت به ایده‌های کانت و استفاده از آن‌ها در نظرِ بسیاری از فیلسوفان، راهکاری امیدبخش به‌نظر می‌رسید. با این حال هیچ گرایشِ فلسفیِ روشنی که میانِ همهٔ آن‌ها مشترک باشد وجود نداشت.

## جریان‌های نوکانتی
جریان‌های نوکانتی به سه دسته تقسیم می‌شوند:
1. مکتبِ ماربورگ بر نقدِ اوّلِ کانت تأکید داشت و تا حدودی به پوزیتیویسم نزدیک بود. از سردمدارانِ آن می‌توان هرمان کوهن، ارنست کسیرر و ناتروپ را نام برد.[۱]
2. مکتبِ بادِن بر نظریهٔ ارزش‌های کانت و نقدِ دوم او تأکید داشت و در نتیجه از پوزیتیویسم دور بود. از سردمدارانِ آن می‌توان ویندلباند، ریکرت و لاسک را نام برد.[۱]
3. جریانِ سوم توسطِ برونو باخ در نوکانتی‌ها پدید آمد که جریانِ اخلاقی است و بر نقدِ سوم کانت متمرکز بود.[۱]

## فیلسوفانِ نوکانتیِ مشهور
- فردریش آلبرت لانژ (۱۸۲۸–۱۸۷۵)
- هرمان کوهن (۱۸۴۲–۱۹۱۸)
- ویلهلم ویندلباند (۱۸۴۸–۱۹۱۵)
- هانس فایهینگر (۱۸۵۲–۱۹۳۳)
- پاول ناترپ (۱۸۵۴–۱۹۲۴)
- کارل وُرلاندر (۱۸۶۰–۱۹۲۸)
- هاینریش ریکرت (۱۸۶۳–۱۹۳۶)
- ارنست ترلچ (۱۸۶۵–۱۹۲۳)
- یوناس کان (۱۸۶۹–۱۹۴۷)
- ارنست کاسیرر (۱۸۷۴–۱۹۴۵)
- امیل لاسک (۱۸۷۵–۱۹۱۵)
- برونو باخ (۱۸۷۷–۱۹۴۲)
- لئونارد نلسون (۱۸۸۲–۱۹۲۷)
- نیکلای هارتمان (۱۸۸۲–۱۹۵۰)
- لوسیَن بلاگا (۱۸۸۵–۱۹۶۱)
- جان هیک (۱۹۲۲–۲۰۱۲)

اندیشمندانِ وابسته به نوکانتی
- ماکس وبر (۱۸۶۴–۱۹۲۰)
- گئورگ زیمل (۱۸۵۸–۱۹۱۸)
- گیورگ لوکاچ[۲] (۱۸۸۵–۱۹۷۱)